# Chiastocheta trollii
Chiastocheta trollii är en tvåvingeart som först beskrevs av Zetterstedt 1845.  Chiastocheta trollii ingår i släktet Chiastocheta, och familjen blomsterflugor. Arten är reproducerande i Sverige.